# Dziesięciopunktowy plan zjednoczenia Niemiec
Dziesięciopunktowy plan zjednoczenia Niemiec (niem. Zehn-Punkte-Programm, właśc. Zehn-Punkte-Programm zur Überwindung der Teilung Deutschlands und Europa) – program w sprawie stopniowego przezwyciężenia podziału Niemiec i Europy, nazywany „planem zjednoczenia Niemiec”, przedstawiony przez kanclerza RFN, Helmuta Kohla 28 listopada 1989 roku w trakcie debaty nad budżetem w Bundestagu.
Ku zaskoczeniu zagranicy, władz NRD, partii w Bundestagu, a nawet własnego partnera koalicyjnego – FDP, Kohl zarysował plan stopniowego zjednoczenia Niemiec i Europy, wprowadzając kwestię zjednoczenia Niemiec do niemieckiej i międzynarodowej debaty politycznej. Plan zakładał zbliżenie gospodarcze, dostosowanie prawa i pomoc finansową dla NRD pod warunkiem przeprowadzenia nieodwracalnych zmian systemowych w NRD. Miał być realizowany stopniowo przez kilka lat, jednak wobec szybko rozwijających się wydarzeń w NRD, zmiany zostały przyspieszone, a ponowne zjednoczenie Niemiec stało się faktem 3 października 1990 roku.

## Tło historyczne

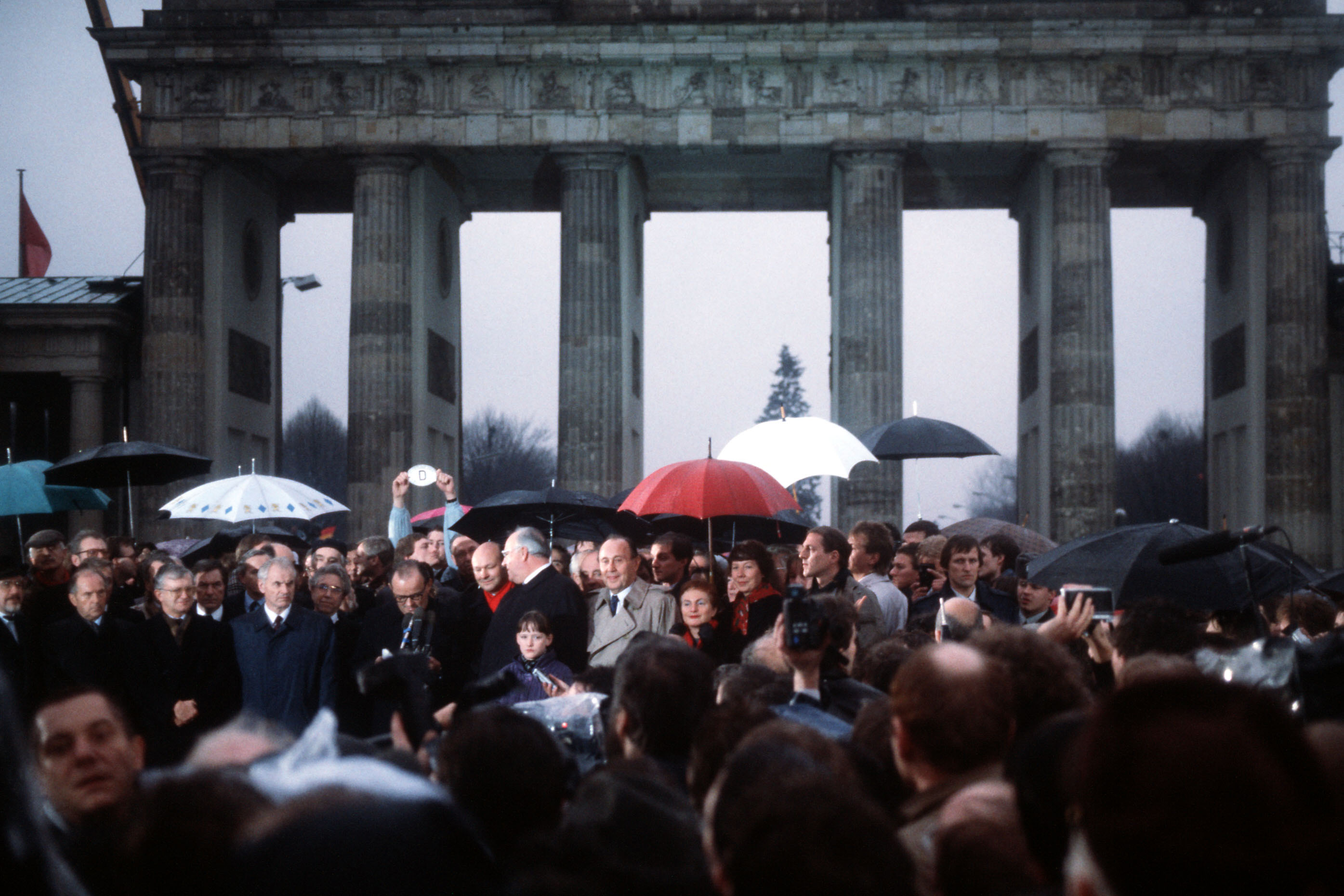
Uroczyste otwarcie Bramy Brandenburskiej po upadku Muru Berlińskiego, 22 grudnia 1989 roku; od lewej strony: Hans Klein – szef biura prasowego, Oskar Fischer – minister spraw zagranicznych NRD, Rudolf Seiters – szef urzędu kanclerza, Hans Modrow – prezes rady ministrów NRD, Martin Kruse – biskup ewangelicki, Erhard Krack – nadburmistrz Berlina Wschodniego, Walter Momper – burmistrz Berlina Zachodniego, Helmut Kohl – kanclerz RFN, Hans-Dietrich Genscher – minister spraw zagranicznych RFN

Bezpośrednio po upadku Muru Berlińskiego w nocy z 9 listopada na 10 listopada 1989 roku, rząd Helmuta Kohla powściągliwie wypowiadał się w kwestii zjednoczenia Niemiec.
21 listopada 1989 roku doszło do spotkania pomiędzy Horstem Teltschikiem, doradcą Helmuta Kohla, a Nikołajem Portugałowem, doradcą komitetu centralnego KPZR i Michaiła Gorbaczowa. Portugalow przekazał wówczas dwie odręcznie sporządzone noty z listą pytań odnośnie do kwestii do rozwiązania przed ewentualnym zjednoczeniem, jedną uzgodnioną z Gorbaczowem oraz drugą uzgodnioną z Walentinem Falinem, kierownikiem Działu Spraw Zagranicznych KPZR. Sam fakt istnienia tych dokumentów został odebrany przez Teltschika jako sygnał gotowości ZSRR do rozmów na temat zjednoczenia Niemiec, o czym natychmiast poinformował kanclerza.
23 listopada 1989 roku, podczas spotkania Kohla z najbliższymi doradcami, Teltschik zaczął namawiać kanclerza do zaprezentowania podczas zbliżającej się debaty budżetowej w Bundestagu realistycznego planu zjednoczenia. Teltschik zaoferował opracowanie konceptu, co jednak spotkało się z obawami z punktu taktyki odnośnie do reakcji Zachodu oraz odbioru przez społeczeństwo NRD. W końcu ustalono, że plan należy sporządzić a decyzje o jego ewentualnym przedstawieniu przed Bundestagiem pozostawiono kanclerzowi. Koncept planu, wypracowany podczas otwartych i kontrowersyjnych dyskusji, został dalej opracowany przez urząd kanclerza. Kontrowersyjnym punktem była struktura przyszłego zjednoczonego państwa – konfederacja czy federacja. Formalny kształt planu – dziesięć punktów – został zaproponowany przez Uwego Kaestnera z uwagi na jego nośność medialną. Aby odciąć się od wcześniejszych „planów”, plan nazwano „programem”.
Gotowy plan przedstawiono kanclerzowi podczas weekendu 25–26 listopada w jego domu w Oggersheim. Kohl skonsultował plan z najbardziej zaufanymi współpracownikami, radził się również telefonicznie dawnego ministra obrony Ruperta Scholza. Żona Kohla Hannelore napisała nowy tekst, który został wbudowany w końcową wersję przemowy.
27 listopada 1989 roku Helmut Kohl zaprezentował prezydium CDU ogólne założenia stopniowego zjednoczenia Niemiec, a więcej szczegółów przedstawił później zarządowi partii, komunikując również zamiar wystąpienia podczas debaty budżetowej w parlamencie następnego dnia.
Rano 28 listopada, Kohl przedstawił plan w Bundestagu, wprowadzając kwestię zjednoczenia Niemiec do niemieckiej i międzynarodowej debaty politycznej. Jego wystąpienie było zaskoczeniem nie tylko dla partii opozycyjnych, ale także dla koalicjanta – FDP i szeregowych członków CDU. Plan był zaskoczeniem również dla Zachodu – Kohl poinformował jedynie ówczesnego prezydenta Stanów Zjednoczonych, George’a H.W. Busha. Prasa okrzyknęła program „planem zjednoczenia Niemiec”.

## Plan
Plan obejmował dziesięć punktów, przy czym pierwsze pięć odnosiło się do spraw niemiecko-niemieckich, postulując zbliżenie gospodarcze, dostosowanie prawa i pomoc finansową dla NRD:
1. Sofortmaßnahmen – natychmiastowa pomoc humanitarna
2. Ausbau der Zusammenarbeit – kontynuacja współpracy na polu gospodarczym, technologicznym i kulturalnym
3. Umfassende Wirtschaftshilfe – pogłębienie pomocy zachodnioniemieckiej dla NRD warunkiem przeprowadzenia fundamentalnych i nieodwracalnych zmian systemowych przez NRD[1]; zmiany te obejmowały m.in. przeprowadzenie wolnych wyborów, po których miały powstać rozmaite wspólne instytucje, łącznie ze wspólną komisją rządową i gremium parlamentarnym[1]
4. Vertragsgemeinschaft – wspólnota traktatowa wzmiankowana przez wschodnioniemieckiego prezesa rady ministrów Hansa Modrowa podczas wystąpienia 17 listopada 1989 roku[5]
5. Konföderative Strukturen – utworzenie struktur konfederacyjnych pomiędzy obydwoma państwami jako pierwszy krok do federacji
6. Deutschland als Bestandteil der Architektur Gesamteuropas – proces niemiecki miał przebiegać w ramach procesu integracji europejskiej i relacji Wschód-Zachód
7. Die Europäische Gemeinschaft als Grundlage der gesamteuropäischen Einigung – dalsza integracja europejska i jej otwarcie na dawne kraje komunistyczne Europy środkowej i południowej
8. Die Verhandlungen der Konferenz über Sicherheit und Zusammenarbeit in Europa (KSZE) – dalsze prace w ramach Konferencji Bezpieczeństwa i Współpracy w Europie
9. Abrüstung und Rüstungskontrolle – szybkie i daleko idące kroki dla rozbrojenia i kontroli uzbrojenia
10. Ein freies und geeintes Deutschland in einem freien und geeinten Europa – zjednoczone Niemcy w wolnej i zjednoczonej Europie

W swoim wystąpieniu Helmut Kohl nie użył terminu „(ponownego) zjednoczenia”, nie odniósł się również do kwestii granicy z Polską oraz członkostwa przyszłych Niemiec w sojuszach międzynarodowych. Plan miał być realizowany stopniowo przez kilka lat.

## Reakcje
Jeszcze w trakcie debaty, plan Helmuta Kohla spotkał się z owacyjnym przyjęciem przez wszystkie partie poza partią Zielonych, która uznała plan za niebezpieczny dla Europy i postulowała istnienie dwóch odrębnych państw niemieckich. Poparcie dla Kohla zgłosili natychmiast Hans-Jochen Vogel – przewodniczący frakcji SPD, Karsten Voigt, a także Hans-Dietrich Genscher ówczesny minister spraw zagranicznych z ramienia FDP.
Reakcja zagranicy nie była jednogłośna – jednostronna akcja Kohla spotkała się ze wzburzeniem europejskich państw zachodnich, natomiast Stany Zjednoczone wsparły ideę zjednoczenia, pod warunkiem, że proces będzie przebiegał w ramach procesu integracji Europy i w ramach NATO oraz przy poszanowaniu praw i zobowiązań aliantów. Ideę odrzuciły ZSRR, a także Francja i Wielka Brytania, które obawiały się silnych Niemiec. Polska Rada Ministrów żądała prawa głosu w sprawach niemieckich.
W samym NRD, nie tylko Hans Modrow, ale także opozycja odrzucały zjednoczenie. Obywatele NRD natomiast wspierali ideę zjednoczonych Niemiec.
Plan Helmuta Kohla szybko przeszedł na drugi plan wobec szybko rozwijających się wydarzeń w NRD, gdzie sytuacja polityczna i gospodarcza stawała się coraz bardziej niestabilna. W grudniu 1989 roku Kohl odbył pierwszą wizytę w NRD, podczas której Modrow poprosił o wsparcie gospodarcze w wysokości 15 miliardów marek. Kohl zwlekał, aż rząd Modrowa zgodził się na przystąpienie do unii walutowej.
18 marca 1990 roku w wyborach zwyciężył „Sojusz dla Niemiec” (niem. Allianz für Deutschland) wspierany przez zachodnioniemiecką CDU. Następnie RFN i NRD podpisały umowy regulujące wewnętrzny proces ponownego zjednoczenia.
Decyzja w sprawie przyszłości Niemiec musiała zostać zaaprobowana przez aliantów, z których jedynie Stany Zjednoczone wspierały ideę zjednoczenia. Francja zmieniła zdanie po tym jak Niemcy zobowiązały się do dalszej integracji europejskiej. ZSRR również wsparły Niemcy zmuszone zająć się procesami wewnątrz własnego kraju. W końcu również Wielka Brytania nie stawiała więcej oporu. Aspekty zewnętrzne uregulowało porozumienie czterech mocarstw i obydwu państw niemieckich dwa plus cztery z września 1990 roku.
Ponowne zjednoczenie Niemiec stało się faktem 3 października 1990 roku.